# Gobierno de Eduardo Riedel
El Gobierno Eduardo Riedel, o también conocido como Gestión de Eduardo Riedel en el Gobierno de Mato Grosso do Sul, es el periodo actual de la historia política de Mato Grosso do Sul que se iniciará con la asunción de Eduardo Corrêa Riedel como gobernador de Mato Grosso do Sul, el 1 de enero de 2023 en las elecciones de 2022.
Su toma de posesión teve lugar el 1 de enero de 2023, en la Asamblea Legislativa de Mato Grosso do Sul, el mismo día de la toma de posesión de Lula da Silva como presidente de Brasil. Está programado para finalizar el 1 de enero de 2027.

## Plan de gobierno
En el área de educación, pretende ampliar las escuelas de tiempo completo e implementar el Bono de Calificación para ampliar las oportunidades de las personas de conectarse con el mercado laboral.
Una de las propuestas de Eduardo Riedel para la salud es crear policlínicos en las cuatro regiones de salud con servicios de imagenología y un bloque de atención multiprofesional de apoyo neuropsicomotor, dirigido a enfermedades genéticas, crónicas, degenerativas y trastornos intelectuales (autismo).
Además, propone implementar el programa Acolhe MS, destinado a atender a la población LGBTQI+, el sistema penitenciario, la población indígena, quilombolas, ribereños, sin techo, gitanos, campesinos y población negra.
En seguridad ciudadana presenta el proyecto para intensificar la lucha contra el feminicidio, las prácticas de acoso, el racismo y todas las formas de violencia. También quiere combatir el crimen en las regiones fronterizas y en la Ruta Bioceánica e implementar el Programa Observatorio Social, para utilizar la inteligencia de datos en la lucha contra el crimen.
En el ámbito económico, Eduardo quiere incentivar las inversiones en nuevos encadenamientos productivos, con la industria de defensa y las empresas de logística y equipamiento, además de atraer empresas alineadas con las vocaciones, potencialidades y dinámicas económicas de cada municipio.

En infraestructura, priorizar inversiones en obras que faciliten el flujo de producción. También propone implementar el programa Red de Conexión Productiva destinado a mejorar las estructuras de pistas y aeropuertos y preparar el plan estatal de ciclovías.
En el área ambiental, entre sus propuestas está revisar la legislación pesquera en el estado con miras a crear un marco legal que genere oportunidades para la conservación de la biodiversidad y el desarrollo sustentable para todos los tipos de pesca. También pretende fomentar la producción y el uso de energía solar, biocombustibles y otras fuentes de energía renovables.
En el área de vivienda popular, se pretende reducir el déficit habitacional.
Riedel en el deporte, en su plan de gobierno está la creación de centros deportivos regionales para atender a niños, adolescentes, personas con discapacidad y adultos mayores. También quiere potenciar las prácticas deportivas locales: escuelas de fútbol, gimnasios, terrazas, rutas de senderismo, gimnasios al aire libre, ciclismo y otros.
En cultura, está dispuesto a mantener y recalificar los espacios culturales buscando el aprovechamiento de edificios en desuso o infrautilizados. También tiene previsto ofrecer formación y cualificación a los trabajadores de los sectores artístico y cultural.
En gestión pública, una de sus propuestas es impulsar la integración digital de los servicios públicos. El candidato quiere reducir la máquina pública a través de procesos digitales para reducir el costo del estado para el ciudadano.

## Gabinete
Se anunciaron 11 secretarias, por ahora se anunciaron 5 secretarias:
- Flávio César: Secretario de Hacienda[7]
- Eduardo Rocha: Casa Civil[7]
- Ana Carolina Ali: Fiscal General del Estado[7]
- Ana Carolina Nardes: Secretaria de Administración[7]
- Hélio Peluffo: Secretaría de Estado de Infraestructura y Logística[7]